# Floëem

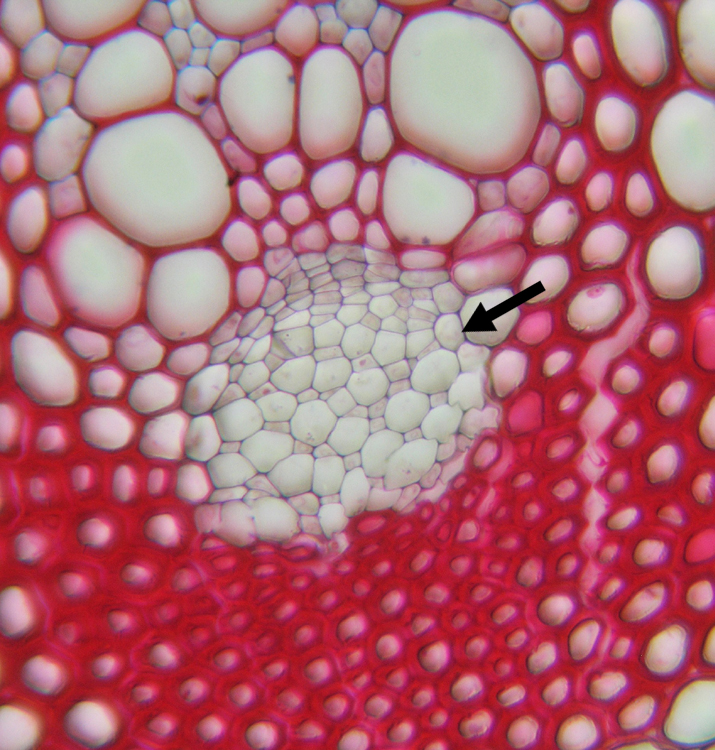
Microscopische doorsnede van een monocotyle stengel. Het floëem is de ronde bundel cellen, aangegeven met de pijl. Erboven zit het xyleem (de grote cellen).

Floëem (afgeleid van het Griekse woord φλόος (phloos) "bast") is een type weefsel bij planten. Het bestaat uit verschillende typen cellen: zeefvaten of bastvaten, zeefcellen en begeleidende cellen. Het zorgt voor het transport van de assimilaten. 
De assimilaten worden door fotosynthese in de bladeren onder invloed van licht aangemaakt en via het floëem naar alle andere delen van de plant getransporteerd en kunnen eventueel na omzetting in andere stoffen (zoals eiwitten, oliën en vetten) als reservestoffen worden opgeslagen. 
Bij onvoldoende productie van assimilaten kan een omgekeerd transport plaatsvinden vanuit parenchymaire opslagweefsels. Dit kan onder andere optreden bij het uitlopen van bomen in het voorjaar of bij beschadiging van bovengrondse delen van de plant. Door het floëem kan dus in twee richtingen het transport plaatsvinden.
Het xyleem zorgt daarentegen voor het transport van water met de daarin opgeloste nutriënten. Het watertransport in het xyleem is maar in één richting: vanuit de wortels naar de bladeren ('omhoog').

## Structuur en vorming
Men maakt onderscheid tussen
- primair floëem, dat door het topmeristeem wordt aangelegd, vaak in vaatbundels. Bij tweezaadlobbigen zijn de vaatbundels in de stengel (gezien op de dwarse doorsnede) ringvormig gerangschikt. Bij de eenzaadlobbigen liggen de vaatbundels in de stengel verspreid. In de wortels ligt het primair floëem niet in een vaatbundel, maar in een ander patroon (verschillend voor een- en tweezaadlobbigen).
- secundair floëem, dat door een cambium wordt aangelegd, meestal in de bast.

In de tweezaadlobbigen is er een overgangsstadium tussen primair en secundair floëem, omdat bij grotere planten vaatbundels in de stengel niet meer aangelegd worden in een ringvormige rangschikking maar in een gesloten ring. Als er eenmaal een gesloten ring is gaat het cambium het floëem vormen.
Het transport van assimilaten gebeurt door zeefvaten of zeefcellen. De zeefcellen hebben vaak een dunne celwand. Volwassen zeefvaten hebben daarentegen een sterk ontwikkelde primaire celwand, een zogenoemde 'dubbele' primaire wand. Deze cellen hebben nog wel een levende inhoud, maar hebben geen celkern meer en hebben de typische organellen verloren. Onderling zijn ze verbonden door poriën (kleine gaatjes), die bij elkaar liggen in een groepje, de zeefvelden.
Een zeefvatelement is voor zijn energievoorziening afhankelijk van één of meerdere begeleidende cellen (zustercellen). Zo'n begeleidende cel is metabolisch zeer actief en zorgt onder andere voor eiwitsynthese. Het cytoplasma van een begeleidende cel staat via plasmodesmata in verbinding met een zeefvatelement.

## Floëem bij verschillende plantengroepen
Alleen bij bedektzadigen komen zeefvaten (soms wel aangeduid als bastvaten) voor. Een zeefvat bestaat uit een lange rij boven elkaar liggende cellen, zeefvatleden geheten. De poriën zijn groter dan bij zeefcellen, al is de diameter meestal minder dan 2 micrometer, en de groepjes waarin ze bij elkaar liggen zijn meestal duidelijker dan bij zeefcellen. Zo'n groepje wordt een zeefveld genoemd, tenzij zij zeer duidelijk is: zij wordt dan een zeefplaat genoemd.
Bij de naaktzadigen komen geen zeefvaten voor, maar zeefcellen. Hier zijn de gaatjes veel kleiner. Wel komen ze in groepjes voor maar ook die zijn veel kleiner: deze worden niet aangeduid als zeefveld maar als zeefstippel.
In planten uit de komkommerfamilie bevinden zich twee verschillende systemen van floëem. Buiten de gewone bundels bevinden zich kleine zeefvaten die waarschijnlijk aminozuren en mogelijk signaalstoffen vervoeren.
|  |  |  |